# قد الأنهار الياباني
قد الأنهار الياباني أو إسقلبين الأنهار الياباني (الاسم العلمي: Cottus pollux)، هو نوع من الأسماك يتبع فصيلة القديات. إنه مستوطن في اليابان، حيث يسكن الجداول الجبلية في هونشو وشيكوكو وكيوشو. يصل الحد الأقصى للطول إلى 15.0 سم.